# Yacht & Sail
Yacht & Sail è stato un canale televisivo italiano tematico, edito dalla Digicast.

## Storia
Sailing Channel nacque come canale satellitare gratuito il 1º ottobre 2005. Era anche possibile visualizzarlo sulla piattaforma Sky al canale 809. In seguito diventò un canale a pagamento nel pacchetto "Sport" di Sky, al canale 214. Nel marzo 2006 "Iniziativa Piemonte", proprietaria del canale, acquistò il 70% di Digifin, la società che controlla Digicast che le passò la proprietà. Nell'ottobre 2007 Sailing Channel venne rinominato Yacht & Sail. Il 12 gennaio 2010 Yacht & Sail passò al canale 430 di Sky e, di conseguenza, al channel pack "Lifestyle & Documentari". Dal luglio 2012 il canale è visibile in modalità FTV. Dal 1º luglio 2014 l'emittente è stata visibile solo su Acqua come segmento dalle ore 20:00 alle ore 7:00.
Yacht and Sail ha anche una rivista mensile, edita da RCS Mediagroup. Il direttore è Andrea Brambilla e la redazione è diretta da Maurizio Bertera; Bianca Ascenti e Tommaso Gabba sono i redattori fissi, mentre altre figure quali Emanuele Donald Zenoni, Federico Lanfranchi, Maurizio Bulleri, Paolo Cori e Cino Ricci collaborano per rendere questa rivista autorevole nel settore nautico e del lifestyle. Proprio Lifestyle è la trasmissione glamour condotta da Federica Torti.